# استیون ای. داگلاس
استیون آرنولد داگلاس (به انگلیسی: Stephen Arnold Douglas) سناتور سابق عضو حزب دموکرات ایالات متحده آمریکا بود. وی در سال ۱۸۴۷ تا ۱۸۶۱ میلادی سناتور ایالت ایلی‌نوی در سنای ایالات متحده آمریکا بود.